# João da Cunha Souto Maior
João da Cunha Souto Maior foi um administrador colonial português no Brasil.
Foi capitão-general e governador da capitania de Pernambuco, entre 13 de maio de 1685 e 29 de junho de 1688.
Foi fidalgo da Casa Real e comendador de São Mamede de Trovisco na Ordem de Cristo.
Décimo primeiro governador, deixou reputação, segundo o historiador Evaldo Cabral de Mello comenta em sua obra «A fronda dos mazombos», quase tão lastimável quando a de Jerônimo de Mendonça Furtado, alcunhado o Xumbergas.